# 兰州 (北宋)
兰州，北宋时设置的州。在今广西壮族自治区境。
属广南西路庆远府。崇宁五年（1106年），归附。